# Ciléne Andréhn
Annelie Ciléne Andréhn, född 11 augusti 1963, är en svensk gallerist. Hon driver sedan 1991 tillsammans med Marina Schiptjenko galleriet Andréhn-Schiptjenko, ett galleri för samtida konst i Stockholm och Paris. Dessförinnan drev hon Galleri Arton A i Stockholm tillsammans med Anki Juhanisdotter.